# Ústí nad Labem
Ústí nad Labem (tysk: Aussig) er en by i det nordlige Tjekkiet med omkring 91.342(2024) indbyggere. Byen ligger i regionen, der ligeledes hedder Ústí nad Labem, ved bredden af floden Elben.